# Windows 9x
Windows 9x reprezintă o familie de sisteme de operare create de corporația Microsoft, care cuprinde versiuni hibrid 16/32bit de Windows: Windows 95, Windows 98 și de asemenea Windows Me. Ele au fost lansate între 1995 și 2000. Aceste versiuni de Windows au numărul versiunii din seria 4.x.

## Versiuni
Următoarele versiuni de Windows 9x/Me au fost lansate:
- Windows 95 versiunea originală (versiunea 4.00.950)
- Windows 95 OEM Service Release 1 (OSR1) (versiunea 4.00.950A)
- Windows 95 OEM Service Release 2 (OSR2) (versiunea 4.00.950B)
- Windows 95 OEM Service Release 2.1 (OSR 2.1) (versiunea 4.00.950B)
- Windows 95 OEM Service Release 2.5 (OSR 2.5) (versiunea 4.00.950C)
- Windows 98 Standard Edition (versiunea 4.10.1998)
- Windows 98 Second Edition (versiunea 4.10.2222)
- Windows Millennium Edition (Me) (versiunea 4.90.3000)

### Plus!packs
- Microsoft Plus! pentru Windows 95
- Microsoft Plus! pentru Windows 98
- Microsoft Plus! Game Pack: Cards and Puzzles (lansat alături de Windows Me)